# هاسميك
هاسميك (بالأرمنية: Հասմիկ) واسمُها عندَ الولادة تاغوهي هاكوبيان (بالأرمنية: Թագուհի Հակոբյան)، هي ممثلة أرمينية وُلدت في 21 مارس 1878 وتُوفيت في 23 أغسطس 1947.

## الجوائز
- فنان الشعب في الجمهورية الأرمينية السوفيتية الاشتراكية (1935).
- بطل العمل الاشتراكي (1936).
- وسام الراية الحمراء من حزب العمال (1945).

## أفلام جزئية
- ديفيد بيك (1944).
- زانجيزور (1938).
- روح الشر (1927).
- بيبو (1935).
- جيكور (1934).

## روابط خارجية
- هاسميك على موقع IMDb (الإنجليزية)
- هاسميك على موقع ألو سيني (الفرنسية)
- هاسميك على موقع قاعدة بيانات الفيلم (الإنجليزية)
- هاسميك على موقع كينوبويسك (الروسية)